# Арісугава Такехіто
Принц Арісугава Такехіто (яп. 有栖川宮威仁親王; 13 січня 1862 — 5 липня 1913) — 10-й голова гілки японської імператорської сім'ї, державний службовець Імператорського флоту Японії.

## Молодість

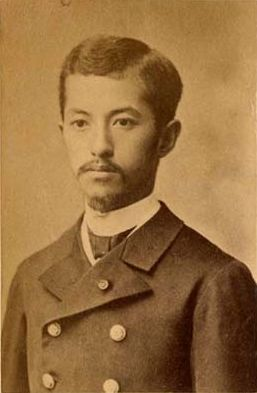
Принц Такехіто в молодості

Принц Такехіто народився в Кіото. Він був членом будинку Арісугава-но-мія (有栖川宮家), був одним із відділень Імператорської сім'ї Японії, цей будинок мав право успадковувати Трон Хризантеми, у випадку вимирання головної лінії. Коли він народився, в країні все ще тривало правління сьогунату. Арісугаву відправили до буддистського духовенства і доручили служити в храмі Мьйохоїн у Кіото. Після Реставрації Мейдзі про нього згадали й закликали в Токіо в 1871 році.

## Військово-морська й дипломатична кар'єра
У 1874 році за наказом імператора Мейдзі принц Арісугава вступив до японської імператорської військово-морської академії. У 1877 році, незважаючи на свою молодість, він був направлений як спостерігач у місця Сацумського повстання і приземлився в Кагосімі незабаром після того, як був забезпечений захист імперськими силами. У 1879 році князь Арісугава був направлений як військовий аташе до Великої Британії, де пішов служити на корабель Iron Duke, флагмані Королівського флоту Великої Британії, для подальшого навчання. Після річної служби в складі ескадрильї він повернувся в Японію. У 1880 році, незабаром після весілля, принца Арісугаву знову відправили до Англії, цього разу курсантом у Королівський військово-морський коледж Гринвіча. Він повернувся в Японію в червні 1883 року. Принц і принцеса Арісугава вирушили в подорож Європою та Америкою в 1889 році. Вперше Арісугава проявив себе як командир військового корабля на початку 1890 року, коли його призначили командиром корвету Кацурагі, а пізніше в цьому ж році він став командиром крейсера Такао. У 1892 році, Арісугава був призначений капітаном крейсера Chiyoda. Він успадкував титул Арісугава-но-Мія після смерті свого брата, принца Арісугавы Тарухито, 15 січня 1895. Під час Першої китайсько-японської війни (1894-95) Арісугава командував крейсером Matsushima а згодом крейсером Hashidate та отримав звання контр-адмірала 11 листопада 1896 року. У 1896 році він знову відправився в Англію, щоб представляти імператора Мейдзі на урочистостях шістдесятиріччя королеви Вікторії. Принц Арісугава отримав звання віце-адмірала 26 вересня 1899. Був призначений повним адміралом 28 червня 1905 року, тоді ж імператор Мейдзі дав князеві орден Золотого коршуна 3-го ступеня за його службу під час російсько-японської війни. Він знову відвідав Європу в 1905 році, коли він і його дружина представляли імператора Мейдзі на весіллі німецького кронпринца Вільгельма (1882—1951) та княгині Сесіль Мекленбургської-Швериної. Вони відвідали Велику Британію знову на зворотному шляху в Японію. У ході цього візиту, король Едуард VII призначив князю Арісугаві Орден Лазні.

## Прийом цесаревича Миколи
15 квітня 1891 року російський цесаревич Микола II прибув до Японії в рамках своєї подорожі. Це був перший візит члена російської царської сім'ї до Японії, тому японський уряд з надзвичайною увагою поставився до прибуття Миколи II, а для його супроводу під час подорожі обрали принца Такехіто. Коли Микола II опинився у Кіото, до нього з вітальним візитом прибула делегація, очолювана принцом Такехіто, принц привітав цесаревича і вручив йому подарунок: дві дорогі вази. Після інциденту в Оцу, коли через спробу замаху Микола II був поранений, принц Такехіто, що супроводжував у той момент цесаревича, відправив телеграму, в якій заявив про жахливий характер рани цесаревича. Ця телеграма викликала паніку в японському уряді. Коли після цього інциденту Микола II вирішив повернутися в Росію, він запросив на обід групу японців, включаючи Арісугаву. Обід пройшов на борту корабля Миколи II «Пам'ять Азова».

## Погляди на прогрес
Арісугава став одним з перших японських автомобілістів, у 1905 році він здійснив подорож до Європи і привіз звідти автомобіль марки Darracq. 12 жовтня 1905 року Арісугава приїхав в імператорський палац на одному з перших в Японії автомобілів, на придворних це справило велике враження і згодом багато з них купили автомобіль. Після цього Арісугаву стали називати «моторним князем».